# Мерикос
Мерикос (на гръцки: Κέχρος, Кехрос) е село в Гърция, разположено на територията на дем Козлукебир (Ариана), област Източна Македония и Тракия.

## География
Селото е разположено в гънките на Югоизточните Родопи. Състои се от множество махали, пръснати по седловината на вододелното било връх Гаазилер – връх Шило. Централната махала е на южен склон, в близост до пътя за село Хебилево. Пътят до селото, идващ от град Шапчи, село Балдъран, е асфалтиран. При изкачването на стръмните южни родопски склонове се разкриват красиви гледки към гюмюрджинското поле.

## История
Според Любомир Милетич към 1912 година в село Мерикос (Мерикосъ) живеят 200 помашки семейства. Отрицателно настроени към българското управление, заради доброзорното им похристиянчване през 1912 г., и подстрекавани от водачите на турците в Гюмюрджинско, мехрикосци вземат активно участие в унищожаването на околните български християнски села през 1913 г. Много данни за свирепствата им (масови убийства и изнасилвания)се откриват в книгата на Л. Милетич „Разорението на тракийските българи през 1913 година“ С., 1918. Днешните потомци не пазят спомен за тия зверства, а за българското управление през 40-те години на ХХ век. Към 1942 година в Мерикос живеят 1140 помаци.